# Göran Inger
Göran Inger, född den 27 november 1917, död 10 oktober 2006 i Uppsala, var en svensk rättshistoriker, teolog och präst. 
Prästsonen Inger, inskriven i Uppsala som student av Södermanlands-Nerikes nation, studerade först humanistiska ämnen, blev fil. kand. 1941 med tre betyg i grekiska, övergick till teologistudier med teol. kand. 1945 och prästvigdes för att sedan 1945—1951 tjänstgöra som präst i Svenska kyrkan. Han forskade i teologi och blev 1961 teol. dr samt docent i praktisk teologi med kyrkorätt. 
Efter fortsatta studier blev han fil.mag. och skrev sedan in sig vid juridiska fakulteten i Uppsala där han 1970 blev jur.kand. Samma år utnämndes Inger till professor i rättshistoria vid Lund, där han snart promoverades juris hedersdoktor. År 1976 flyttade han tillbaka till Uppsala där han utnämnts till professor i rättshistoria med rättssociologi. Han blev emeritus 1983. Inger installerades 1972 som hedersledamot vid Södermanlands-Nerikes nation.